# Mediterraneibacter glycyrrhizinilyticus
Mediterraneibacter glycyrrhizinilyticus es una especie de bacteria grampositiva del género Mediterraneibacter. Fue descrita en el año 2019. Su etimología hace referencia a la disolución de gliciricina, un azúcar de las raíces de la planta Glycyrrhiza. Anteriormente conocida como Clostridium glycyrrhizinilyticum. Es anaerobia estricta e inmóvil. Tiene un tamaño de 0,5 μm de ancho por 1-2 μm de largo. Forma colonias pequeñas de un color grisáceo. Se ha aislado de heces humanas. 